# Melliodendron xylocarpum
Melliodendron es un género monotípico de plantas fanerógamas perteneciente a la familia Styracaceae. Su única especie, Melliodendron xylocarpum, es originaria de China.

## Taxonomía
Melliodendron xylocarpum fue descrito por Heinrich R.E. Handel-Mazzetti y publicado en Anzeiger der Akademie der Wissenschaften in Wien. Mathmematische-naturwissenschaftliche Klasse. Wien 59: 109. 1922.
Sinonimia
- Melliodendron jifungense Hu
- Melliodendron wangianum Hu